# .ps
.ps — в Інтернеті, національний домен верхнього рівня (ccTLD) для Палестини.

## Домени 2-го та 3-го рівнів
В цьому національному домені нараховується близько 19,8 млн вебсторінок (станом на серпень 2019 року).
У наш час використовуються та приймають реєстрації доменів 3-го рівня такі доменні суфікси (відповідно, існують такі домени 2-го рівня):
| Суфікс  | Регламентовані користувачі                                            |
| .com.ps | Комерційні установи, корпорації                                       |
| .edu.ps | Наукові та дослідницькі установи, коледжі, університети або інститути |
| .gov.ps | Державні та урядові установи                                          |
| .net.ps | Провайдери, організації, пов'язані з мережами                         |
| .org.ps | Неприбуткові, неурядові організації                                   |
| .sch.ps | Публічні та приватні школи                                            |